# Mearnsia
Mearnsia – rodzaj ptaków z podrodziny jerzyków (Apodinae) w rodzinie jerzykowatych (Apodidae).

## Występowanie
Rodzaj obejmuje gatunki występujące na Filipinach i Nowej Gwinei.

## Morfologia
Długość ciała 11,5–14 cm.

## Systematyka

### Etymologia
- Mearnsia: ppłk Edgar Alexander Mearns (1858–1916), służący w armii amerykańskiej w latach 1883–1909, chirurg, kolekcjoner z Meksyku w latach 1892–1894, Filipin w latach 1903–1907 i tropikalnej Afryki w latach 1909–1911[5].
- Papuanapus: połączenie toponimu Papuan (tj. Papua) z rodzajem Apus Scopoli, 1777 (jerzyk)[6]. Gatunek typowy: Chaetura novaeguineae D’Albertis & Salvadori, 1879.

### Podział systematyczny
Do rodzaju należą następujące gatunki:
- Mearnsia picina (Tweeddale, 1879) – krótkosternik filipiński
- Mearnsia novaeguineae (D’Albertis & Salvadori, 1879) – krótkosternik nowogwinejski